# Aeoloplides minor
Aeoloplides minor är en insektsart som först beskrevs av Bruner, L. 1904.  Aeoloplides minor ingår i släktet Aeoloplides och familjen gräshoppor. Inga underarter finns listade i Catalogue of Life.